# Romuald Wiesław Gutt
Romuald Wiesław Gutt (* 28. August 1921 in Biłgoraj, Polen; † 8. August 1988 in Szczecin, Polen) war ein polnischer Medizinhistoriker.

## Leben
Gutt arbeitete als Internist in Bielsko-Biała und habilitierte.